# Южная Сибирь
Ю́жная Сиби́рь — часть Сибири, выделяемая по различным основаниям.
По физико-географическим условиям, Южная Сибирь — это:
- горная страна, протянувшаяся с запада на восток от Западно-Сибирской до Зейско-Буреинской равнины более чем на 3000 км; ширина её — от 200 до 800 км; южную границу региона проводят по государственной границе России с Казахстаном, Монголией и Китаем;
- Южно-Сибирская физико-географическая область — территория между средним течением реки Чулым на западе, Бирюсинским плато на востоке и Западным и Восточным Саяном на юге;
- Южно-Сибирская горная агроландшафтная (физико-географическая) область (страна).

По рельефу, это горная местность с чередованием хребтов и межгорных котловин.
- Равнины: Витимское плоскогорье
- Горы: Алданское нагорье, Алтай, Восточный Саян, Западный Саян, Кузнецкий Алатау, Салаирский кряж, Становое нагорье, Яблоновый хребет

По тектоническому и геологическому строению, горы Южной Сибири — это возрождённые горы. Территория отличается высокой сейсмичностью.
По историко-этнографическому принципу — историко-культурная область в Северной Азии, у коренного населения которой в силу общности исторических судеб, социально-экономического развития и взаимного влияния сложились сходные культурно-бытовые особенности.

## Рельеф
Тип рельефа — геосинклиналь. Рельеф Южной Сибири делится на:
- альпийский высокогорный рельеф;
- среднегорный рельеф;
- низкогорный рельеф;
- древние поверхности выравнивания;
- межгорные котловины.

## Климат
Климат Южной Сибири — резко континентальный. Зима холодная, средняя температура января колеблется от −15° C до −30° C. Лето тёплое, средняя температура июля — от +10° C до +25° C.
Объём выпадающих осадков уменьшается с запада на восток, и с юга на север — от 100 мм до 800 мм.

## Фауна

### Горные виды
- Млекопитающие: около 120 видов.
- Птицы: более 400 видов.

### Степные виды
- Млекопитающие: антилопа-дзерен, заяц-толай, тушканчик-прыгун, забайкальский сурок, даурский суслик, монгольская полёвка, хорёк, горностай, волк, лисица, кот-манул, солонгой, красный волк.
- Птицы: красная утка, горный гусь, журавль-красавка, монгольский жаворонок, каменный воробей, монгольский вьюрок.

### Горно-таёжные виды
- Млекопитающие: олень-марал, кабарга, лось, горный козёл, бурундук, землеройка, полёвка, белка, пищуха-сеноставка, медведь, рысь, росомаха, соболь, ласка, горностай, хорёк.
- Птицы: глухарь, тетерев, встречаются рябчик, дятел, дрозд, кедровка.

### Высокогорные виды
- Млекопитающие: встречаются косуля, горный козёл, архар, кабарга, марал, сурки и пищухи, а в горной тундре — стада диких северных оленей.
- Птицы: куропатка, алтайский улар, альпийская и красноклювая галка.

### Промысловые животные
- колонок;
- горностай;
- лисица;
- сурок;
- глухарь;
- рябчик;
- куропатка.

### Акклиматизировавшиеся виды
- дальневосточный олень;
- енотовидная собака.

## Внутренние воды
- Реки: Енисей, Аргунь, Бия, Катунь, Обь, Селенга, Шилка, Томь, Ангара.
- Озёра: Байкал, Телецкое.
- Водохранилища: Братское, Красноярское, Саяно-Шушенское, Иркутское.

## Природные зоны
Наиболее типичными являются горно-таёжные, лиственничные и темнохвойные леса (около 3/4 всей территории), выше 2000—2500 метров — горные тундры. На склонах южной экспозиции и в котловинах развита степная растительность. Животный мир сочетает в себе элементы фауны таёжной Сибири и полупустынь Центральной Азии.

## Ресурсы
На территории Южной Сибири имеются: медь, цинк, свинец, золото, серебро, олово, ртуть, вольфрам, молибден, драгоценные и полудрагоценные камни и минералы, железные руды, слюды, графит, асбест, бронза.
Реже встречаются марганец, титан, бурый уголь, каменный уголь (Кузнецкий угольный бассейн).

## Население
Юг Сибири один из самых многонациональных регионов России. Большинство народов относится к тюркской группе (хакасы, алтайцы, тувинцы, шорцы, тофалары). К монгольской группе относятся буряты.
Крупные города, расположенные в Южной Сибири: Красноярск (единственный миллионник), Минусинск, Кемерово, Новокузнецк, Кызыл, Чита, Улан-Удэ, Абакан, Горно-Алтайск, Иркутск, Барнаул. В Южной Сибири также расположен закрытый город Железногорск.